# 科羅普日
49°41′10″N 23°33′58″E / 49.68611°N 23.56611°E
科羅普日（烏克蘭語：Коропуж），是烏克蘭的村落，位於該國西部利沃夫州，由戈羅多克區負責管轄，始建於1442年，面積15.1平方公里，海拔高度282米，2017年人口682，人口密度每平方公里50.46人。